# Kwanza Hall
Kwanza Hall (ur. 1 maja 1971 w Atlancie) – amerykański polityk, członek Partii Demokratycznej.

## Działalność polityczna
W okresie od 1 grudnia 2020 do 3 stycznia 2021 był przedstawicielem 5. okręgu wyborczego w stanie Georgia w Izbie Reprezentantów Stanów Zjednoczonych.